# Canon 514xl
Canon 514XL är en super 8 kamera från Canon som släpptes 1975. Kameran tar 50ft super 8 magasin och har inbyggt tungstensfilter. Kameran tar 2st AA-batterier och har en inbyggd batteri-testare bredvid filmmätaren. Kameran har en inbyggd timerfunktion som kan användas för att först starta och sen filma i ca 10 sekunder.

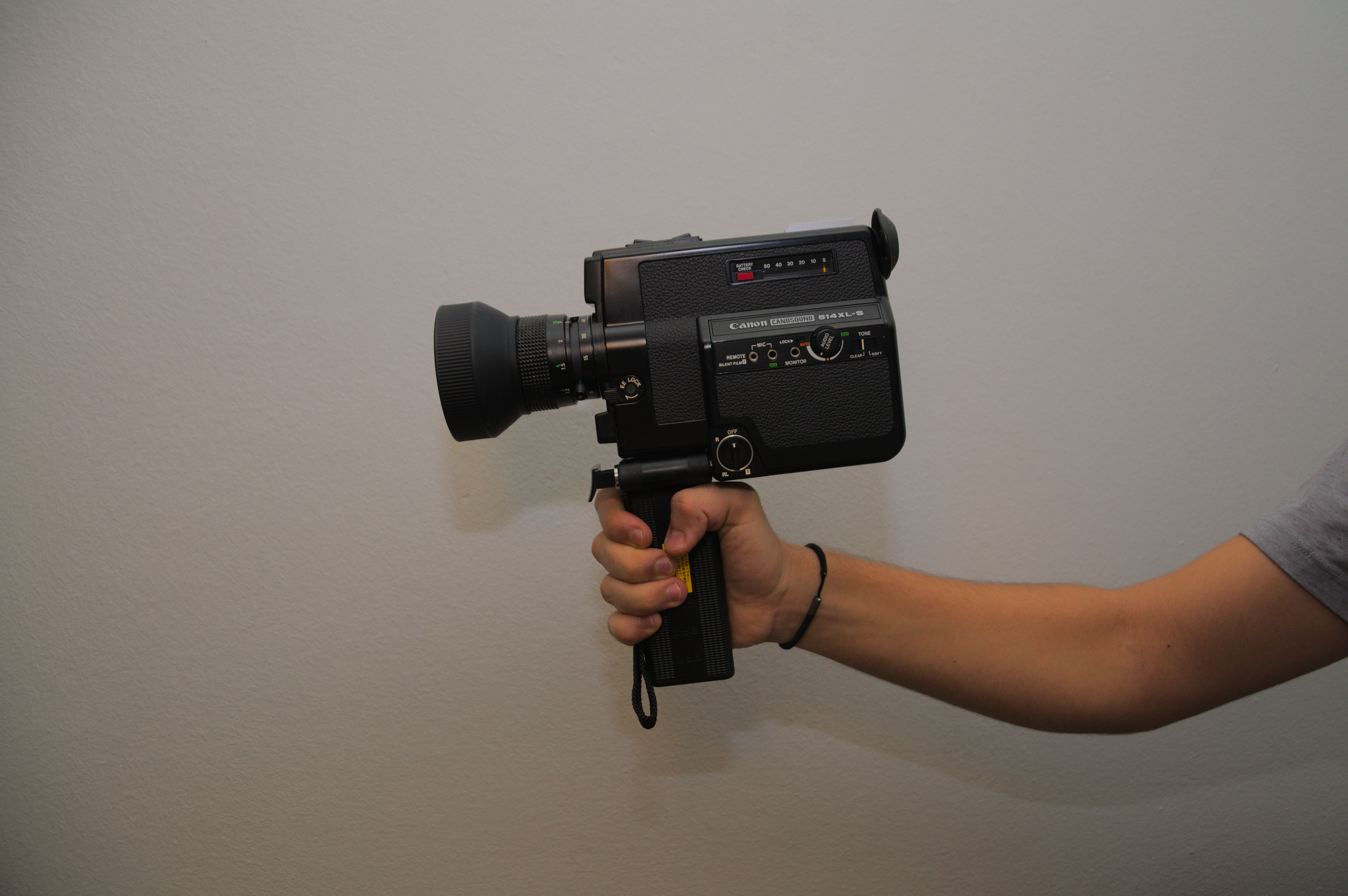
En Canon 514XL-S utan mikrofon

## Canon 514XL-S
Canon 514XL-S är en utvecklad version av den vanliga Canon 514XL som släpptes 1976 men med en funktion för att också ta ljud super 8 kassetter. 
Utöver ljudfunktionen tar kameran 6st AA-batterier istället för 2st batterier och så kan kameran bara filma i 18 och 24 fps istället för 9 och 18.
Kameran har också en hållare för en mikrofon på toppen av kameran över sökaren. Kameran saknar också timerfunktionen.